# Abraço do arroio Monzon
Abraço do arroio Monzon refere-se ao episódio da campanha libertadora dos Trinta e Três Orientais em que, às margens do arroio Monzon, o Gen. Fructuoso Rivera une-se ao grupo de Juan Lavalleja que pretendia a desanexação do território uruguaio, separando-se do Brasil.
Rivera antes permanecera reticente em integrar o grupo de libertadores, pelas vinculações que mantinha com o Brasil, onde era comandante de um regimento.